# Bernische Post

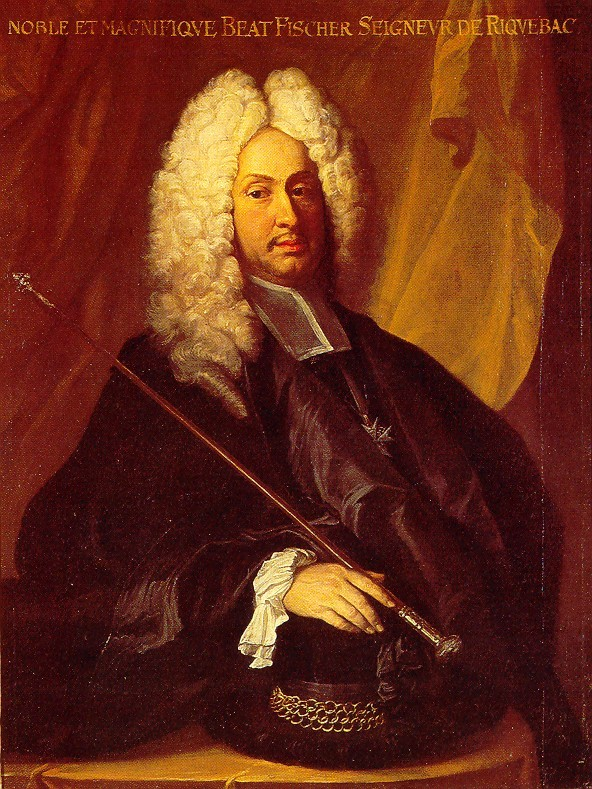
Beat Fischer (von Reichenbach), Porträt von Johann Rudolf Huber (1696)

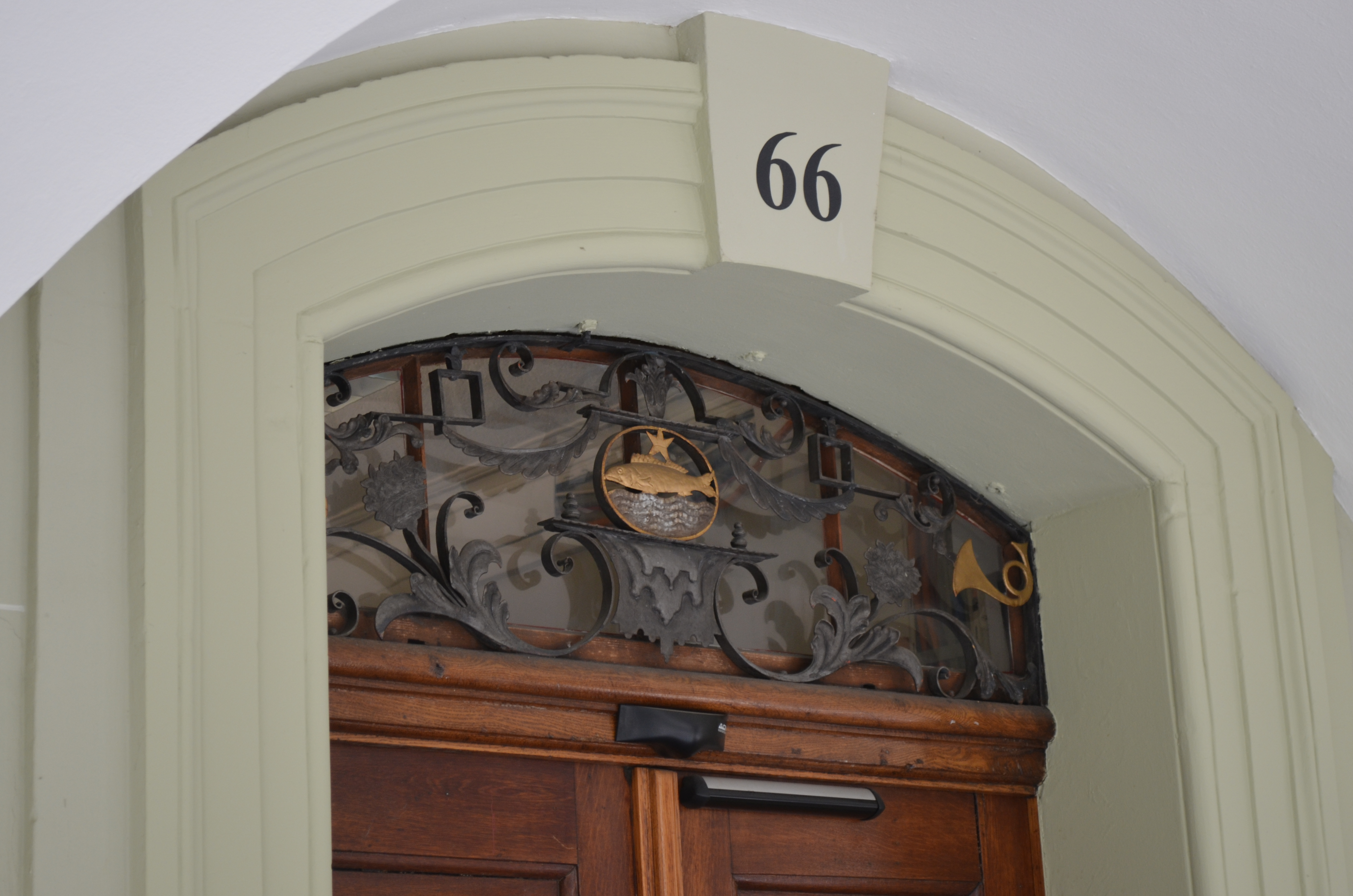
Wappen der Familie (von) Fischer an der Postgasse 66 in Bern

Die Bernische Post, heute meist Fischerpost genannt, war von 1675 bis 1832 in den Händen der Familie (von) Fischer. Beat Fischer hatte in wenigen Jahren «einen der schnellsten Postdienste Europas» geschaffen. Die Post der Republik Bern war die «grösste und erfolgreichste» Postgesellschaft in der Eidgenossenschaft.

## Geschichte
Um 1670 war Bern unbefriedigend in das überregionale Postnetz eingebunden. Zudem waren die Botendienste durch Berner Standesläufer für den Staat relativ teuer und private Kunden nahmen die «Botenanstalt» der St. Galler Kaufmannschaft in Anspruch, die Briefe günstiger beförderte. Beat Fischer (1641–1698) wurde 1673 Berner Grossrat und im folgenden Jahr Deutschseckelschreiber. Als solcher hatte er Einblick in die Einnahmen und Ausgaben des Staats. In einer anonymen Denkschrift rechnete er dem bernischen Rat die hohen Ausgaben vor und schlug vor, das Postregal zu verpachten. «Beat Fischer und Consorten» pachteten mit Vertrag vom 21. Juli 1675 «das Regalrecht des Post- und Botenwesens» für eine Dauer von 25 Jahren. Über seine Teilhaber ist nichts bekannt.
Während der ersten drei Jahre zahlte Fischer keine Pacht, sondern er liess sich mit einer beträchtlichen Menge Getreide beim Start unterstützen. Vereinbarungsgemäss verdoppelte Fischer die Zahl der Postkurse und bemühte sich um Transitgenehmigungen. Mit anderen Betreibern von Botendiensten musste er Verträge aushandeln. Ende der 1670er Jahre kontrollierte Fischer die lukrativen Postrouten auf Berner Gebiet. Ein Postreglement hatte er 1677 von Samuel Kneubühler drucken lassen.
Als Anerkennung der Verdienste um den Postweg nach Spanien erhob Kaiser Leopold I. Fischer 1680 in den erblichen Reichsritterstand. Die Fischersche Post übernahm 1692 die Post von Solothurn, 1695 die des Fürstentums Neuenburg und 1698 die des Wallis. Fischer Erben konnten sie 1699 um Freiburg erweitern und 1693 den Transit durch Luzern übernehmen. Fischers Söhne übernahmen 1705 für kurze Zeit das Amt des österreichischen Postmeisters in Schaffhausen, und von 1709 bis 1715 das des Oberlandpostmeisters von Württemberg.
Der 1700 auslaufende Vertrag wurde mit den drei Söhnen Fischers nur um zwei Jahre verlängert. Im Jahr 1702 übernahm Bern die Post, unter der die Söhne Fischers das Unternehmen als Direktoren mit Gewinnbeteiligung führen sollten. Nach sechsjähriger Unterbrechung gab Bern das Experiment auf und schloss mit den Fischers einen neuen Pachtvertrag über einen jährlichen Pachtzins von 30'000 Pfund ab. Anders als das 1695 verstaatlichte welsche Zollwesen hatte die neue Regelung keine höheren Einnahmen eingebracht. Verbunden mit dem Vertrag von 1708 war die Einrichtung eines Aufsichtsorgans. Buchprüfungen fanden 1731 und 1773 statt. Doch erst 1793 gelang es Johann Friedrich Ryhiner, einen umfassenden Überblick über die bis dahin geheime Buchhaltung der Familie Fischer zu erhalten.

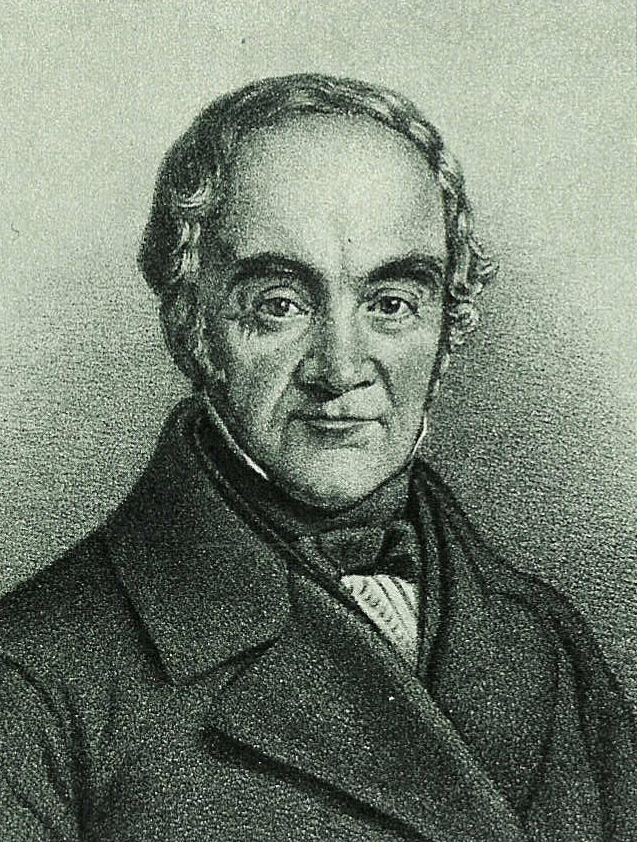
Emanuel Friedrich von Fischer, letzter Pächter der Post

Fünf Jahre später wurde in der Zeit der Helvetischen Republik das gesamte Schweizer Postwesen nach französischem Vorbild zentralisiert. Unter dem Ersten Konsul Bonaparte nutzten die Kantone ihre wiedererlangte Souveränität und lösten die Zentralpost im September 1803 wieder auf. Der Vertrag von 1793 mit Bern blieb bis 1808 in Kraft, der Pachtzins wurde wegen der Gebietsverluste von 30'000 auf 12'000 Kronen reduziert. Solothurn und Freiburg erneuerten 1803 und 1804 ihre Pachtverträge. Die neuen Kantonen Waadt und Aargau, ehemalige bernische Gebiete, übernahmen das jeweilige Postwesen in Eigenregie. Die Neuenburger Post ging 1806 verloren. Als Bern den Vertrag mit den Fischers 1820 zum achten Mal verlängerte, erhöhte sich der Pachtzins auf 75'000 Pfund (19'500 Kronen).
Im Jahr 1831 musste der Postpächter Emanuel Friedrich von Fischer (1786–1870) als letzter Schultheiss des alten Berns sein Amt abgeben. Am 1. August 1832 kündigte die neue liberale Regierung auch den Postvertrag auf. Nach einem langwierigen Prozess wurden die Fischers mit 48'000 Kronen entschädigt. Der Kanton Bern übernahm die Postregie und überführte diese 1849 in die Post des Schweizer Bundesstaates. Benedikt La Roche aus Basel war ihr Generaldirektor und der St. Galler Bundesrat Wilhelm Matthias Naeff hatte die politische Oberaufsicht inne.
Mit der organisatorischen Zusammenfassung der Post mit dem Telefon- und Telegrafenwesen entstanden 1928 die Post-, Telefon- und Telegrafenbetriebe (PTT). Nach siebzig Jahren wurden diese zum 1. Januar 1998 aufgelöst und die Aufgaben an die voneinander unabhängigen Unternehmen Schweizerische Post und Swisscom übertragen.

## Organisation

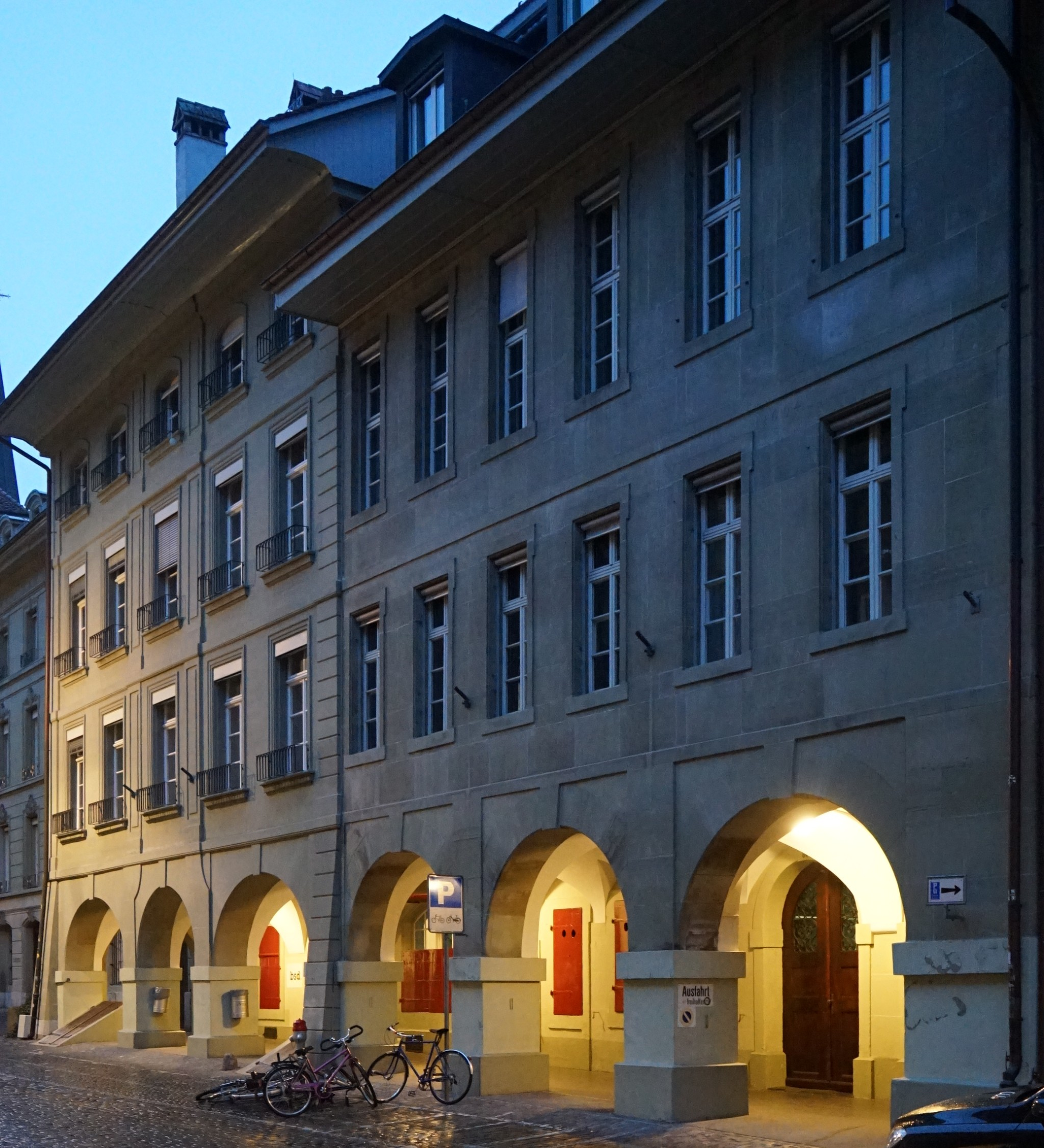
Posthäuser in der Postgasse

Das Hauptbüro der Post befand sich neben der ehemaligen Antoniterkirche in der Hormatsgasse, heute die Fischerschen Posthäuser in der Postgasse 64 und 66. Das Doppelhaus wurde 1686–1694 erbaut, die Fassade von Nummer «66» wurde 1734 neu gestaltet. Das grosse Büro war die Zentrale der gesamten Post, das kleine Büro versorgte die Post der Stadt Bern. Das grosse Büro verwaltete die Inneren Posten, Poststellen auf bernischen Gebiet sowie die Grenzposten und die Äusseren Posten mit den Poststellen Freiburg, Solothurn und Neuenburg. Nur der Mailänder Kurier wurde über das Postbüro in Genf mit dem Postamt des Königreichs Sardinien abgerechnet.